# Corythoichthys nigripectus
Corythoichthys nigripectus és una espècie de peix de la família dels singnàtids i de l'ordre dels singnatiformes.
Els adultss poden assolir 11 cm de longitud total. És ovovivípar i el mascle transporta els ous en una bossa ventral, la qual es troba a sota de la cua. És un peix marí de clima tropical i associat als esculls de corall que viu entre 4-28 m de fondària.
Es troba des del nord del Mar Roig i les Illes Carolines fins a les Illes de la Societat.